# Larry Anderson
Larry Anderson (Minnesota, 22 settembre 1952) è un attore statunitense.
Divenne famoso grazie alla serie TV Supercar, che venne girata tra il 1982 e il 1986. Anderson interpretava Michael Long, la vera identità di Michael Knight, prima che nella finzione televisiva venisse sfigurato da uno scontro a fuoco e quindi sostituito nell'aspetto dall'attore David Hasselhoff. 

## Filmografia parziale

### Cinema
- Balle spaziali 2 - La vendetta (Martians Go Home), regia di David Odell (1989)

### Televisione
- L'uomo da sei milioni di dollari (The Six Million Dollar Man)- serie TV, episodio 4x22 (1977)
- Supercar - serie TV, episodio 1x01 (1982)
- The O.C. - serie TV, episodio 1x01 (2003)
- Castle – serie TV, episodio 4x01 (2011)
- This Is Us - serie TV, 2 episodi (2016-2020)

## Doppiatori italiani
Nelle versioni in italiano delle opere in cui ha recitato, Larry Anderson è stato doppiato da:
- Pierluigi Astore in The O.C.
- Massimo Rinaldi in Castle
- Vittorio Stagni in CSI: Scena del crimine